# Vallermosa
Vallermosa (sardisk: Biddaramòsa) er en by og en kommune (comune) i provinsen Sud Sardegna i regionen Sardinien i Italien. Byen ligger i 70 meters højde og har 1.932 indbyggere (2016). Kommunen har et areal på 61,75 km² og grænser til kommunerne Decimoputzu, Domusnovas, Iglesias, Siliqua, Villacidro og Villasor.